# Qualificazioni al campionato europeo maschile di calcio 1992 - Gruppo 6

## Classifica
| Squadra     | P.ti | G | V | P | S | RF | RS | DR  |
| ----------- | ---- | - | - | - | - | -- | -- | --- |
| Paesi Bassi | 13   | 8 | 6 | 1 | 1 | 17 | 2  | +15 |
| Portogallo  | 11   | 8 | 5 | 1 | 2 | 11 | 4  | +7  |
| Grecia      | 8    | 8 | 3 | 2 | 3 | 11 | 9  | +2  |
| Finlandia   | 6    | 8 | 1 | 4 | 3 | 5  | 8  | -3  |
| Malta       | 2    | 8 | 0 | 2 | 6 | 2  | 23 | -21 |

## Risultati
| Helsinki 12 settembre 1990, ore 19:00 CET | Finlandia   | 0 – 0 referto | Portogallo | Stadio Olimpico (10.242 spett.)\| Arbitro: \| Jozef Marko \| |
| Arbitro:                                  | Jozef Marko |               |            |                                                              |

| Arbitro: | Siegfried Kirschen |

|           |           |  |
| Águas 54’ | Marcatori |  |

| Arbitro: | Ion Crăciunescu |

|                                                          |           |  |
| Tsiantakis 37’ Karapialis 40’ Saravakos 59’ Borbokis 88’ | Marcatori |  |

| Arbitro: | Lajos Nemeth |

|                            |           |  |
| Bergkamp 7’ van Basten 18’ | Marcatori |  |

| Arbitro: | Sadik Deda |

|          |           |              |
| Suda 37’ | Marcatori | 87’ Holmgren |

| Arbitro: | Rolf Blattmann |

|  |           |                                                                       |
|  | Marcatori | 9’, 20’, 23’, 64’, 80’ (rig.) van Basten 53’ Winter 60’, 66’ Bergkamp |

| Arbitro: | Carlo Longhi |

|                                          |           |                     |
| Borbokis 7’ Manolas 68’ Tsalouchidis 85’ | Marcatori | 18’ Águas 62’ Futre |

| Arbitro: | Manfred Neuner |

|  |           |           |
|  | Marcatori | 27’ Futre |

| Arbitro: | John Spillane |

|                                                                   |           |  |
| Águas 5’ Leal 34’ Paneira 41’ (rig.) Scerri 48’ (aut.) Cadete 81’ | Marcatori |  |

| Arbitro: | Dušan Krchnák |

|                       |           |  |
| van Basten 31’ (rig.) | Marcatori |  |

| Arbitro: | Jan Damgaard |

|                          |           |  |
| van Basten 9’ Gullit 76’ | Marcatori |  |

| Arbitro: | Rune Pedersen |

|                           |           |  |
| Järvinen 51’ Litmanen 87’ | Marcatori |  |

| Arbitro: | Brian McGinlay |

|              |           |             |
| Holmgren 77’ | Marcatori | 60’ de Boer |

| Arbitro: | Arturo Martino |

|                 |           |  |
| César Brito 22’ | Marcatori |  |

| Arbitro: | Sergei Khusainov |

|             |           |                  |
| Ukkonen 50’ | Marcatori | 74’ Tsalouchidis |

| Arbitro: | George Courtney |

|              |           |  |
| Witschge 20’ | Marcatori |  |

| Arbitro: | Gerhard Kapl |

|                            |           |  |
| Saravakos 49’ Borbokis 51’ | Marcatori |  |

| Arbitro: | Alphonse Costantin |

|           |           |  |
| Pinto 17’ | Marcatori |  |

| Arbitro: | Bo Karlsson |

|  |           |                        |
|  | Marcatori | 37’ Bergkamp 87’ Blind |

| Arbitro: | Michel Girard |

|             |           |               |
| Sultana 42’ | Marcatori | 67’ Marinakis |

## Classifica marcatori
8 reti
- Marco van Basten(1 rig.)

4 reti
- Dennis Bergkamp

3 reti
- Stefanos Borbokis

- Rui Águas

- Paulo Futre

2 reti
- Erik Holmgren

- Dīmītrīs Saravakos

- Panagiōtīs Tsalouchidīs

1 rete
- Petri Järvinen
- Jari Litmanen
- Kari Ukkonen
- Vassilis Karapialis
- Stelios Manōlas
- Petros Marinakis
- Nikos Tsiantakīs

- Hubert Suda
- Stefan Sultana
- Danny Blind
- Frank de Boer
- Ruud Gullit
- Aron Winter

- Richard Witschge
- César Brito
- Jorge Cadete
- José Leal
- Vítor Paneira
- João Vieira Pinto

autoreti
- Charles Scerri (pro Portogallo)